# Tanquetazo
Le Tanquetazo, ou le Tancazo, a été une tentative de coup d'État menée, le 29 juin 1973, par des militaires contre le gouvernement socialiste du président Salvador Allende, au Chili.

## Contexte
En 1973, plus de deux ans après son accession au pouvoir, l'Unité populaire, une coalition gouvernementale de gauche, soutien du président socialiste Salvador Allende, peine à juguler la crise économique et sociale que traverse le Chili. Les grèves prennent de l'ampleur, notamment celles des routiers qui, soutenus et financées par la CIA, paralysent le pays et aggravent la pénurie des denrées alimentaires de première nécessité.

## Déroulement
Le 27 juin 1973, le gouvernement chilien, redoutant un coup d'État, place Santiago en état d'urgence. Le 29 juin 1973, au matin, 80 militaires dirigés par le lieutenant-colonel Roberto Souper Onfray (en) du régiment blindé no 2 de l'Armée de terre chilienne entrent, avec le soutien de membres du Front nationaliste Patrie et liberté, dans le centre de la capitale chilienne. Disposant de six chars et de seize autres véhicules blindés, ils prennent d'assaut le ministère de la Défense et le palais présidentiel La Moneda, siège du gouvernement de Salvador Allende,. Dans un message radiodiffusé, celui-ci appelle ses partisans à occuper les entreprises et à se préparer à défendre le gouvernement,. Cependant, avant la fin de la matinée, des troupes de l'armée, aux ordres des généraux Carlos Prats et Augusto Pinochet, neutralisent les putschistes,,.

## Conséquences
Le Tanquetazo (insurrection des tanks), étouffé dans l'œuf, ne s'est pas propagé hors de Santiago et n'a pas entraîné le soulèvement de l'ensemble de l'armée chilienne et de la police. Il a cependant avivé les tensions politiques dans le pays et contraint le gouvernement chilien à céder une partie du pouvoir politique aux militaires dont les hauts gradés ont pu apprécier le potentiel de résistance des partisans d'Allende,.
Le 25 août, le général Prats, soutien important du régime, démissionne de son poste de commandant en chef des forces armées. Suivant sa recommandation, le président Allende nomme, pour lui succéder, le général Pinochet, futur bénéficiaire du putsch du 11 septembre 1973.